# Maatorneferuré
Maatorneferuré (Maathorneferuré) foi uma princesa hitita que casou com o faraó Ramessés II. Pertence ao tempo da XIX dinastia egípcia no Império Novo.
Era filha do rei hitita Hatusil III e da rainha Puduchepa. 
Casou com Ramessés no ano 34 do reinado deste, tendo sido recebida com pompa em Pi-Ramessés, capital egípcia durante este período. O casamento visava consolidar a paz entre o Império Hitita e o Egipto, que tinha sido acordada no ano 21 do reinado de Ramessés. O seu nome original é desconhecido, sendo Maatorneferuré um nome que adoptou no Egito.
Teve pelo menos uma filha de Ramessés. De acordo com as informações de um papiro achado em Gurob, é provável que tenha residido no palácio desta cidade. Gurob era uma cidade situada na região do Faium que se acredita ter funcionado essencialmente como harém real.
Na cidade de Tânis, no Baixo Egito, encontra-se um estátua danificada da rainha na qual se pode vê-la a tocar a perna de Ramessés, sendo a figura acompanhada pelo nome da rainha escrito numa cartela.